# Брансвік (Меріленд)
Брансвік (англ. Brunswick) — місто (англ. city) в США, в окрузі Фредерік штату Меріленд. Населення — 7762 особи (2020).

## Географія
Брансвік розташований за координатами 39°19′5″ пн. ш. 77°37′31″ зх. д. / 39.31806° пн. ш. 77.62528° зх. д. (39.317990, -77.625280).  За даними Бюро перепису населення США в 2010 році місто мало площу 9,59 км², з яких 8,46 км² — суходіл та 1,13 км² — водойми.

### Клімат
| Клімат : Брансвік            | Клімат : Брансвік | Клімат : Брансвік | Клімат : Брансвік | Клімат : Брансвік | Клімат : Брансвік | Клімат : Брансвік | Клімат : Брансвік | Клімат : Брансвік | Клімат : Брансвік | Клімат : Брансвік | Клімат : Брансвік | Клімат : Брансвік | Клімат : Брансвік |
| Показник                     | Січ.              | Лют.              | Бер.              | Квіт.             | Трав.             | Черв.             | Лип.              | Серп.             | Вер.              | Жовт.             | Лист.             | Груд.             | Рік               |
| Абсолютний максимум, °C      | 25,6              | 27,2              | 31,7              | 34,4              | 36,7              | 41,7              | 42,8              | 42,2              | 42,2              | 36,7              | 30,0              | 26,1              | 42,8              |
| Середній максимум, °C        | 5,0               | 7,2               | 11,7              | 17,8              | 22,8              | 27,8              | 30,6              | 30,0              | 25,6              | 19,4              | 13,3              | 7,2               | 18,2              |
| Середній мінімум, °C         | −6,1              | −5                | −1,1              | 4,4               | 9,4               | 15,0              | 17,2              | 16,7              | 12,2              | 5,6               | 0,6               | −3,9              | 5,5               |
| Абсолютний мінімум, °C       | −23,9             | −22,2             | −13,9             | −6,7              | −1,7              | 3,9               | 7,8               | 5,0               | 0,0               | −6,1              | −13,3             | −20,6             | −23,9             |
| Норма опадів, мм             | 84                | 63                | 92                | 88                | 113               | 107               | 93                | 97                | 106               | 86                | 89                | 79                | 1097              |
| ---------------------------- | ----------------- | ----------------- | ----------------- | ----------------- | ----------------- | ----------------- | ----------------- | ----------------- | ----------------- | ----------------- | ----------------- | ----------------- | ----------------- |
| Джерело: The Weather Channel |                   |                   |                   |                   |                   |                   |                   |                   |                   |                   |                   |                   |                   |

## Демографія
Згідно з переписом 2010 року, у місті мешкало 5870 осіб у 2155 домогосподарствах у складі 1515 родин. Густота населення становила 612 особи/км².  Було 2330 помешкань (243/км²).
Расовий склад населення:
| - 86,3 % — білих - 7,5 % — чорних або афроамериканців - 1,7 % — азіатів - 0,2 % — корінних американців - 1,2 % — осіб інших рас |

До двох чи більше рас належало 3,2 %. Частка іспаномовних становила 4,9 % від усіх жителів.
За віковим діапазоном населення розподілялося таким чином: 27,1 % — особи молодші 18 років, 63,1 % — особи у віці 18—64 років, 9,8 % — особи у віці 65 років та старші. Медіана віку мешканця становила 36,9 року. На 100 осіб жіночої статі у місті припадало 96,6 чоловіків;  на 100 жінок у віці від 18 років та старших — 93,9 чоловіків також старших 18 років.
Середній дохід на одне домашнє господарство  становив 77 336 доларів США (медіана — 61 272), а середній дохід на одну сім'ю — 88 703 долари (медіана — 80 586). Медіана доходів становила 60 781 долар для чоловіків та 40 896 доларів для жінок. За межею бідності перебувало 13,8 % осіб, у тому числі 17,3 % дітей у віці до 18 років та 6,3 % осіб у віці 65 років та старших.
Цивільне працевлаштоване населення становило 2938 осіб. Основні галузі зайнятості: науковці, спеціалісти, менеджери — 22,7 %, освіта, охорона здоров'я та соціальна допомога — 16,2 %, роздрібна торгівля — 11,3 %, мистецтво, розваги та відпочинок — 10,5 %.